# Daiki Hotta
Daiki Hotta (født 5. oktober 1994) er en japansk fodboldspiller, som spiller for den japanske fodboldklub Fukushima United FC.